# Schuyler Colfax III
Schuyler Washington Colfax III (11 d'abril de 1870 – 29 de març de 1925) fou un polític republicà estatunidenc que fou l'onzè alcalde de South Bend (Indiana) del 1898 al 1902. Va prendre possessió amb 28 anys, i és la persona més jove en ser alcalde la ciutat.
Colfax era el fill de Schuyler Colfax, 17è vicepresident dels Estats Units i 25è president de la Cambra de Representants.
Nat a Washington DC el 1870, Colfax era fill de Schuyler Colfax i Ellen (Ella) M. Wade, una neta del senador Benjamin Wade. Va néixer poc després que el seu pare es convertís en vicepresident.
Colfax va ser educat en escoles públiques de South Bend i a Lawrenceville School. Va començar la seva carrera empresarial com a cap de Colfax Manufacturing, una empresa que construïa i venia carros de ponis.
Com a alcalde de South Bend, Colfax va supervisar la construcció de l'edifici de la sinagoga Ballpark i el zoo Potawatomi, el zoo més antic d'Indiana.
El 1906, Colfax es va traslladar a Columbus (Ohio) per fer-se càrrec de l'Aurora Photographic Paper Company. Quan es va vendre a Kodak, Colfax i la seva família es van traslladar a Rochester (Nova York), on Colfax era director del departament de vendes cinematogràfiques de Kodak. Més tard es va traslladar al nord de Nova Jersey, on va dirigir un negoci de fabricació de substàncies químiques.
Colfax es va presentar com a voluntari pel servei militar durant la Primera Guerra Mundial. Va ser nomenat inspector de pràctica d'armes petites amb el rang de major, a la plantilla de l'adjunt general de la Guàrdia Nacional de Nova York. Va ser alliberat de la Guàrdia Nacional al final de la guerra.

## Família i defunció
El 1895, Colfax es casà amb Catherine Elizabeth Nelson. Tingueren tres filles.
Colfax morí el 1925 i està enterrat al cementiri de la ciutat a South Bend.